# Paul Manafort
Paul John Manafort Jr. (/ˈmænəfɔːrt/, 1 de abril de 1949) é um americano lobista, consultor político, advogado. Um consultor de campanha do Partido Republicano de longa data, ele presidiu a equipa da campanha presidencial Trump de junho a agosto de 2016. Manafort serviu como conselheiro nas campanhas presidenciais dos republicanos Gerald Ford, Ronald Reagan, George H. W. Bush e Bob Dole. Em 1980, ele co-fundou a firma de lobby Black, Manafort & Stone, com sede em Washington, D.C., junto com os diretores Charles R. Black Jr. e Roger J. Stone, acompanhados por Peter G. Kelly em 1984. Manafort frequentemente fazia lobby em nome de líderes estrangeiros como o ex-presidente da Ucrânia Viktor Yanukovych, o ex-ditador das Filipinas Ferdinand Marcos, o ex-ditador do Zaire Mobutu Sese Seko e o líder guerrilheiro angolano Jonas Savimbi. Fazer lobby para servir aos interesses de governos estrangeiros exige registo no Departamento de Justiça de acordo com a Lei de Registro de Agentes Estrangeiros (FARA); a 27 de junho de 2017, registrou-se retroativamente como agente estrangeiro.
A 27 de outubro de 2017, Manafort e seu sócio empresarial Rick Gates foram indiciados no Tribunal Distrital dos Estados Unidos do Distrito de Columbia por várias acusações decorrentes do seu trabalho de consultoria para o governo pró-russo de Viktor Yanukovych na Ucrânia antes da queda de Yanukovych em 2014. A acusação veio a pedido da investigação do Conselho Especial de Robert Mueller. Em junho de 2018, foram feitas acusações adicionais contra Manafort por obstrução da justiça e adulteração de testemunhas que teriam ocorrido enquanto ele estava em prisão domiciliar, e ele foi condenado à prisão.
Manafort foi processado em dois tribunais federais. Em agosto de 2018, ele foi julgado no Distrito Leste da Virgínia e foi condenado por oito acusações de fraude fiscal e bancária. Em seguida, Manafort foi processado por dez outras acusações, mas esse esforço terminou em um julgamento incorreto, com Manafort admitindo posteriormente sua culpa. No Tribunal Distrital de D.C., Manafort se declarou culpado de duas acusações de conspiração para fraudar os Estados Unidos e falsificação de testemunhas, enquanto concordava em cooperar com os promotores. A 26 de novembro de 2018, Robert Mueller relatou que Manafort violou seu acordo de confissão ao mentir repetidamente para os investigadores. A 13 de fevereiro de 2019, a juíza do Tribunal Distrital de D.C. Amy Berman Jackson concordou, anulando o acordo judicial. A 7 de março de 2019, o juiz T. S. Ellis III condenou Manafort a 47 meses de prisão. A 13 de março de 2019, a juíza Amy Berman Jackson condenou Manafort a mais 43 meses de prisão. Minutos após sua sentença, os promotores do estado de Nova Iorque acusaram Manafort de dezesseis crimes estaduais. A 18 de dezembro de 2019, as acusações estaduais contra ele foram indeferidas, citando leis de dupla penalidade. O Comité de Inteligência do Senado concluiu em agosto de 2020 que os laços de Manafort a indivíduos conectados a inteligência russa enquanto ele era o gestor da campanha de Trump "representava uma ameaça grave de contrainteligência " criando oportunidades para os "serviços de inteligência russa exercerem influência sobre, e adquirir informação confidencial na, campanha de Trump."
A 13 de maio de 2020, Manafort foi libertado para confinamento domiciliar devido à ameaça de COVID-19. A 23 de dezembro de 2020, o Presidente dos Estados Unidos Donald Trump indultou Manafort.

## Infância e educação
Paul John Manafort Jr. nasceu em 1 de abril de 1949, em New Britain, Connecticut. Os pais de Manafort são Antoinette Mary Manafort (née Cifalu; 1921–2003) e Paul John Manafort Sr. (1923–2013). Seu avô imigrou da Itália para os Estados Unidos no início do século XX, estabelecendo-se em Connecticut. Ele fundou a empresa de construção New Britain House Wrecking Company em 1919 (mais tarde renomeada Manafort Brothers Inc.) Seu pai serviu como engenheiro de combate do Exército dos Estados Unidos durante a Segunda Guerra Mundial e foi prefeito da New Britain de 1965 a 1971. Seu pai foi indiciado em um escândalo de corrupção em 1981, mas não foi condenado.
Em 1967, Manafort se formou na St. Thomas Aquinas High School, uma escola secundária católica romana privada, fechada em 1999, na New Britain. Ele frequentou a Universidade de Georgetown, onde recebeu seu bacharelado em administração de empresas em 1971 e seu J.D. em 1974.

## Carreira
Entre 1997 e 1980, Manafort praticou direito com a firma Vorys, Sater, Seymour e Peace em Washington, D.C.

### Atividades políticas
Em 1976, Manafort foi o coordenador de procura de delegados para oito estados para o Comité do Presidente Ford; a operação de delegado global de Ford foi feita por James Baker. Entre 1978 e 1980, Manafort foi o coordenador do sul para a campanha presidencial de Ronald Reagan, e o diretor deputado político no Comitê Nacional Republicano. Depois da eleição de Reagan em novembro de 1980, ele foi nomeado diretor associado do Gabinete Presidencial de Pessoal na Casa Branca. Em 1981, ele foi nomeado para o conselho de administração da Corporação de Investimentos Privados no Estrangeiro.
Manafort foi um conselheiro das campanhas presidenciais de George H. W. Bush em 1988 e Bob Dole em 1996.

#### Presidente da campanha de Trump de 2016
Em fevereiro de 2016, Manafort abordou Trump por um amigo em comum, Thomas J. Barrack Jr. Ele salientou a sua experiência em aconselhar campanhas presidenciais nos Estados Unidos e pelo mundo, descrevendo-se como um forasteiro não conectado ao estabelecimento de Washington, e ofereceu trabalhar sem salário. Em março de 2016, ele juntou-se à campanha presidencial de Donald Trump para liderar em arranjar compromissos de delegados de convenções. A 20 de junho de 2016, Trump despediu o gestor de campanha Corey Lewandowski e promoveu Manafort para a posição. Manafort ganhou controlo das operações diárias da campanha como também de um orçamento expandido de $20 milhões, decisões para contratações, publicidade, e estratégia de mídia.
A 9 de junho de 2016, Manafort, Donald Trump Jr., e Jared Kushner participaram numa reunião com a advogada russa Natalia Veselnitskaya e vários outros na Trump Tower. Um agente de música britânico, disse que ele estava a agir em nome de Emin Agalarov e do governo russo, tinha dito a Trump Jr. que ele conseguia obter informação prejudicial sobre Hillary Clinton se ele se encontrasse com um advogado conectado com o Kremlin de Moscovo. Inicialmente, Trump Jr. disse que a reunião tinha sido maioritariamente sobre o banimento russo de adoções internacionais (em resposta à Lei Magnitsky) e não mencionou nada sobre a Sra. Clinton; ele mais tarde disse que a oferta de informação sobre Clinton tinha sido um pretexto para esconder o plano real de Veselnitskaya.
Em agosto de 2016, as conexões de Manafort com o antigo presidente ucraniano Viktor Ianukovytch e o seu Partido das Regiões pró-russo atraiu atenção nacional nos Estados Unidos, onde foi relatado que Manafort pode ter recebido $12.7 milhões em fundos não oficiais do Partido das Regiões.

A 17 de agosto de 2016, Trump recebeu a sua primeira reunião de segurança. No mesmo dia, 17 de agosto, Trump abalou a sua organização de campanha numa maneira que pareceu minimizar o cargo de Manafort. Foi relatado que membros da família de Trump, particularmente Kushner, que tinha originalmente sido um apoiante forte de Manafort, tinham-se tornado inquietos por causa das suas conexões russas e suspeitaram que ele não tinha sido franco acerca delas. Manafort declarou num memorando interno de pessoal que ele iria "continuar o presidente da campanha e estrategista chefe, fornecendo a visão da campanha geral e de longo alcance". No entanto, dois dias depois, Trump anunciou a sua aceitação da demissão de Manafort da campanha após Steve Bannon e Kellyanne Conway ficarem com os cargos seniores de liderança dentro da campanha.